# Eucorydia gemma
Eucorydia gemma är en kackerlacksart som beskrevs av Morgan Hebard 1929. Eucorydia gemma ingår i släktet Eucorydia och familjen Polyphagidae. Inga underarter finns listade i Catalogue of Life.